# Diócesis de Gallup
La diócesis de Gallup (en latín: Dioecesis Gallupiensis y en inglés: Roman Catholic Diocese of Gallup) es una circunscripción eclesiástica de la Iglesia católica en Estados Unidos. Se trata de una diócesis latina, sufragánea de la arquidiócesis de Santa Fe. Desde el 5 de febrero de 2009 su obispo es James Sean Wall.

## Territorio y organización
La diócesis tiene 143 648 km² y extiende su jurisdicción sobre los fieles católicos de rito latino residentes en el estado de Nuevo México en los 4 condados de: San Juan, McKinley, Cibola y Catron y en el estado de Arizona en los condados de Navajo y Apache.
La sede de la diócesis se encuentra en la ciudad de Gallup, en donde se halla la Catedral del Sagrado Corazón.
En 2021 en la diócesis existían 52 parroquias.

## Historia
La diócesis fue erigida el 16 de diciembre de 1939 con la bula Ad bonum animarum del papa Pío XII, obteniendo el territorio de la arquidiócesis de Santa Fe y de la diócesis de Tucson.
El 28 de junio de 1969 cedió los condados de Mohave, Yavapai y Coconino (excluyendo la Reservación de los Navajos) para la erección de la diócesis de Phoenix mediante la bula Pro Christo del papa Pablo VI.

## Estadísticas
Según el Anuario Pontificio 2022 la diócesis tenía a fines de 2021 un total de 66 370 fieles bautizados.
| Año                                                                             | Población            | Población | Población      | Sacerdotes | Sacerdotes    | Sacerdotes    | Bautizados por sacerdote | Diáconos permanentes | Religiosos | Religiosos | Parroquias |
| Año                                                                             | Bautizados católicos | Total     | % de católicos | Total      | Clero secular | Clero regular | Bautizados por sacerdote | Diáconos permanentes | Varones    | Mujeres    | Parroquias |
| ------------------------------------------------------------------------------- | -------------------- | --------- | -------------- | ---------- | ------------- | ------------- | ------------------------ | -------------------- | ---------- | ---------- | ---------- |
| 1950                                                                            | 40 606               | 145 000   | 28.0           | 60         | 12            | 48            | 676                      |                      | 54         | 144        | 25         |
| 1966                                                                            | 75 975               | 200 000   | 38.0           | 81         | 28            | 53            | 937                      |                      | 54         | 154        | 19         |
| 1968                                                                            | 80 763               | 293 687   | 27.5           | 92         | 26            | 66            | 877                      |                      | 82         | 150        | 53         |
| 1976                                                                            | 42 794               | 240 000   | 17.8           | 91         | 33            | 58            | 470                      | 4                    | 88         | 180        | 54         |
| 1980                                                                            | 48 099               | 323 028   | 14.9           | 39         | 30            | 9             | 1233                     | 7                    | 85         | 163        | 56         |
| 1990                                                                            | 37 403               | 367 025   | 10.2           | 86         | 53            | 33            | 434                      | 23                   | 45         | 188        | 60         |
| 1999                                                                            | 44 480               | 379 555   | 11.7           | 91         | 64            | 27            | 488                      | 33                   | 13         | 141        | 58         |
| 2000                                                                            | 54 258               | 379 555   | 14.3           | 60         | 35            | 25            | 904                      | 23                   | 37         | 151        | 58         |
| 2001                                                                            | 54 306               | 379 555   | 14.3           | 65         | 41            | 24            | 835                      | 26                   | 34         | 139        | 56         |
| 2002                                                                            | 55 274               | 430 000   | 12.9           | 62         | 40            | 22            | 891                      | 27                   | 32         | 127        | 56         |
| 2003                                                                            | 53 745               | 477 000   | 11.3           | 58         | 33            | 25            | 926                      | 32                   | 35         | 127        | 54         |
| 2004                                                                            | 55 700               | 422 117   | 13.2           | 60         | 34            | 26            | 928                      | 14                   | 38         | 139        | 53         |
| 2006                                                                            | 60 000               | 470 000   | 12.8           | 55         | 32            | 23            | 1090                     | 33                   | 36         | 124        | 56         |
| 2013                                                                            | 63 800               | 509 800   | 12.5           | 53         | 34            | 19            | 1203                     | 25                   | 27         | 90         | 52         |
| 2016                                                                            | 64 250               | 513 397   | 12.5           | 46         | 28            | 18            | 1396                     | 25                   | 26         | 77         | 52         |
| 2019                                                                            | 65 700               | 524 600   | 12.5           | 39         | 28            | 11            | 1684                     | 22                   | 20         | 61         | 52         |
| 2021                                                                            | 66 370               | 529 960   | 12.5           | 34         | 30            | 4             | 1952                     | 28                   | 10         | 66         | 52         |
| Fuente: Catholic-Hierarchy, que a su vez toma los datos del Anuario Pontificio. |                      |           |                |            |               |               |                          |                      |            |            |            |

## Episcopologio
- Bernard Theodore Espelage, O.F.M. † (20 de julio de 1940-25 de agosto de 1969 renunció[nota 1])
- Jerome Joseph Hastrich † (25 de agosto de 1969-31 de marzo de 1990 retirado)
- Donald Edmond Pelotte, S.S.S. † (31 de marzo de 1990 por sucesión-30 de abril de 2008 renunció)[nota 2]
- James Sean Wall, desde el 5 de febrero de 2009